# Vroeger of later?
Vroeger of later? is een quiz op Eén, gepresenteerd door Luc Appermont, die na jaren afwezigheid terugkeerde naar de VRT. In de quiz nemen Bekende Vlamingen deel in een panel. De quiz werd wekelijks uitgezonden van 1 september 2012 tot 24 november 2012. Op 7 december 2013 begon er een nieuw seizoen, dat eindigde op 8 maart 2014.

## Concept
De BV's moeten een reeks gebeurtenissen uit de populaire cultuur situeren met vroeger of later. In het eerste seizoen werd met vier kandidaten gespeeld. Na twee verschillende rondes viel telkens één kandidaat af, waarna de anderen die speler konden bieden op de afvaller om die als teamlid bij hen te krijgen. Wie tot dan het hoogste aantal punten had, kon het hoogst bieden. De "afkoopsom" kon teruggewonnen worden als de gekochte kandidaat een vraag over de koper juist kon situeren in de tijd.
In het tweede seizoen wordt met drie kandidaten gespeeld. Geen enkele speler valt af tot aan de finale.
De finale wordt gespeeld door de twee beste spelers (in seizoen 1 zijn dit de twee niet-opgekochte kandidaten), die in een minuut zo veel mogelijk duo's van begrippen moeten situeren ten opzichte van elkaar. In het tweede seizoen komen de drie beste kandidaten van het seizoen - dit zijn de spelers die in de finale het hoogste aantal begrippen kon situeren - terug in de laatste aflevering. De winnaar van die aflevering krijgt een trofee: de Piek Nostalgiek.

## Afleveringen

### Seizoen 1
| Nr | Eerste uitzending | Kandidaten                                                            | Kijkcijfers                                                                |
| -- | ----------------- | --------------------------------------------------------------------- | -------------------------------------------------------------------------- |
| 1  | 1 september 2012  | Sam De Bruyn Frank Deboosere Adriaan Van den Hoof Margriet Hermans    | live: 727.033 (marktaandeel: 41,31%) live+6: 786.088 (marktaandeel: 40,4%) |
| 2  | 8 september 2012  | Walter Baele Bart De Pauw Koen Wauters Bart Peeters                   | live: 524.615 (marktaandeel: 32,33%)                                       |
| 3  | 15 september 2012 | Wendy Van Wanten Niels Destadsbader Saartje Vandendriessche Guga Baúl | live: 550.346 (marktaandeel: 29,44%)                                       |
| 4  | 22 september 2012 | Jo Vally Gert Verhulst Erika Van Tielen Jan Van Rompaey               | live: 752.110 (marktaandeel: 38,51%) live+6: 804.158 (marktaandeel: 36,6%) |
| 5  | 29 september 2012 | Mike Verdrengh Janine Bischops Brahim Attaeb Andrea Croonenberghs     | live: 683.832 (marktaandeel: 33,45%) live+6: 740.099 (marktaandeel: 33,9%) |
| 6  | 6 oktober 2012    | Jacques Vermeire Hans Otten Jelle De Beule Els De Schepper            | live: 553.162 (marktaandeel: 25,75%)                                       |
| 7  | 13 oktober 2012   | Leah Thys Jeremy Vandoorne Stan Van Samang Leo Van Der Elst           | live: 579.714 (marktaandeel: 24,59%)                                       |
| 8  | 20 oktober 2012   | Lesley-Ann Poppe Nic Balthazar Geena Lisa Axl Peleman                 | live: 533.489 (marktaandeel: 27,42%)                                       |
| 9  | 27 oktober 2012   | Ann Van Elsen Tom Waes Katja Retsin Freek Braeckman                   | live: 659.375 (marktaandeel: 30,33%) live+6: 685,977 (marktaandeel: 29,3%) |
| 10 | 3 november 2012   | Carry Goossens Sam Gooris Showbizz Bart Gunter Lamoot                 | live: 548.626 (marktaandeel: 24,64%)                                       |
| 11 | 10 november 2012  | Peter Van de Veire Wim de Vilder Louis Talpe Marleen Merckx           | live: 615.308 (marktaandeel: 28,27%) live+6: 668.159 (marktaandeel: 27,9%) |
| 12 | 17 november 2012  | Tanja Dexters Regi Penxten Gili Chris Dusauchoit                      | live: 632.465 (marktaandeel: 29,61%)                                       |
| 13 | 24 november 2012  | Frieda Van Wijck Marcel Vanthilt Bart Kaëll Kurt Rogiers              | live: 735.688 (marktaandeel: 32,88%)                                       |

### Seizoen 2
| Nr | Eerste uitzending     | Kandidaten                                       | Kijkcijfers                          |
| -- | --------------------- | ------------------------------------------------ | ------------------------------------ |
| 1  | 7 december 2013       | Evi Hanssen Niels Destadsbader Frieda Van Wijck  | live: 736.280 (marktaandeel: 35,27%) |
| 2  | 14 december 2013      | Jacques Vermeire Guga Baúl Showbizz Bart         | live: 742.173 (marktaandeel: 33,26%) |
| 3  | 21 december 2013      | Bart Peeters Stan Van Samang Walter Baele        | live: 740.621 (marktaandeel: 31,07%) |
| 4  | 28 december 2013      | Margriet Hermans Jan Verheyen Evi Hanssen        | live: 760.608 (marktaandeel: 31,71%) |
| 5  | 4 januari 2014        | Saartje Vandendriessche Karen Damen Kürt Rogiers | live: 843.811 (marktaandeel: 37,30%) |
| 6  | 11 januari 2014       | Gert Verhulst Saartje Vandendriessche Guga Baúl  | live: 813.127 (marktaandeel: 36,17%) |
| 7  | 18 januari 2014       | Jan Verheyen Eline De Munck Jacques Vermeire     | live: 740.098 (marktaandeel: 32,05%) |
| 8  | 25 januari 2014       | Gert Verhulst Regi Penxten Kürt Rogiers          | live: 831.090 (marktaandeel: 38,37%) |
| 9  | 1 februari 2014       | Bart Peeters Kelly Pfaff Stan Van Samang         | live: 810.467 (marktaandeel: 36,64%) |
| 10 | 15 februari 2014      | Niels Destadsbader Kelly Pfaff Eline De Munck    | live: 576.513 (marktaandeel: 25,78%) |
| 11 | 22 februari 2014      | Regi Penxten Frieda Van Wijck Walter Baele       | live: 559.292 (marktaandeel: 25,96%) |
| 12 | 1 maart 2014          | Margriet Hermans Showbizz Bart Karen Damen       | live: 647.073 (marktaandeel: 27,98%) |
| 13 | 8 maart 2014 (finale) | Guga Baúl Regi Penxten Niels Destadsbader        | live: 619.182 (marktaandeel: 26,78%) |